# روميو (موسيقي)
روميو (بالإنجليزية: Romeo)‏ هو موسيقي بريطاني، ولد في 23 أكتوبر 1980 في لندن في المملكة المتحدة.

## وصلات خارجية
- روميو على موقع ميوزك برينز (الإنجليزية)
- روميو على موقع ديسكوغز (الإنجليزية)